# Czarnkowscy herbu Nałęcz III

Nałęcz Czarnkowskich

Czarnkowscy – polski ród szlachecki herbu Nałęcz III (Nałonie). Nazwisko mieli przybrać od gniazda rodowego – Czarnkowa. Tradycja przypisuje wspólne pochodzenie Czarnkowskim i innym ważniejszym rodom Nałęczytów od książąt Dzierżykrajów na Człopie, bądź od Gniewomira – nakłonionego do przyjęcia chrztu w X wieku.

## Początki rodu
Jak pisze Adam Boniecki, początki rodu Czarnkowskich są niepewne z powodu dużej ilości sfałszowanych dokumentów. Fałszerstw tych miano według niego dokonać dla zatarcia zdrady, jakiej dopuścił się jeden z członków rodu. Jako pierwszych pewnych przedstawicieli rodu podaje on Jana i Wincentego, synów Sędziwoja, wymienionych w dokumencie z 1362.
Czarnkowscy fundowali kościoły i klasztory, wspierali wielu artystów oraz uczonych, m.in. Mateusza Bembusa, Marcina z Kłecka, Mateusza Kossiora. 

## Przedstawiciele rodu
- Adam Sędziwój Czarnkowski
- Adam Uriel Czarnkowski
- Andrzej Czarnkowski
- Andrzej Czarnkowski (wojewoda)
- Kazimierz Franciszek Czarnkowski
- Jan Czarnkowski
- Jan z Czarnkowa
- Maciej Czarnkowski
- Piotr Czarnkowski (zm. 1591)
- Sędziwój z Czarnkowa
- Stanisław Sędziwój Czarnkowski
- Władysław Czarnkowski (zm. po 1656)
- Wojciech Sędziwój Czarnkowski
- Wojciech Czarnkowski (zm. przed 12 października 1578)
- Alojzy Czarnkowski